# ليزلي دارسي
ليزلي دارسي (بالإنجليزية: Leslie D'Arcy)‏ هو سياسي أسترالي، ولد في 2 ديسمبر 1899، وتوفي في 24 نوفمبر 1975. حزبياً، نشط في حزب العمال الأسترالي. وقد انتخب عضو الجمعية التشريعية فيكتوريا.